# Semion Dejnev
Semion Dejnev (n. 7 martie 1605, Veliki Ustiug⁠(d), Regiunea Vologda, Rusia – d. 1673, Moscova, Țaratul Rusiei) a fost un navigator și comerciant rus, care a descoperit Strâmtoarea Bering, care separă Eurasia de America, cu 80 de ani înaintea lui Vitus Bering, în anul 1648 împreună cu Fedot Alekseev Popov . A fost deasmenea comerciant de blănuri și ataman de cazaci. Pe parcurs a vizitat insulele Ratmanov și Kruzenstern. Este cunoscut de asemenea pentru descoperirea râului Kolîma. Semnificația călătoriei: a fost prima trecere în istorie dintre Oceanul Înghețat de Nord și cel Pacific.
În cinstea lui sunt denumite:
- Capul Dejnev- extremitatea nord estică a Ciucotcăi
- o insulă în marea Laptev
- un golf în Marea Barents
- o peninsulă
- un ghețar pe insulele "Novaia Zemlia"
- un sat în  Orientul îndepărtat (ținutul Habarovsk)